# La voce delle onde
La voce delle onde (潮騒?, Shiosai) è un romanzo del 1954 dello scrittore giapponese Yukio Mishima.
Il romanzo ha come sottofondo la voce delle onde del mare, ora tempestoso, ora sommesso, ed è basato sul romanzo greco Dafni e Cloe (o Le pastorali) di Longo Sofista, del II secolo dopo Cristo.

## Trama
Il romanzo è ambientato a Uta-jima, l'Isola del Canto, un piccolo villaggio di pescatori situato nello stretto che collega il Golfo di Ise con l'Oceano Pacifico. I protagonisti sono Shinji, introverso ma amabile pescatore, e Hatsue, figlia di un benestante locale, rientrata da poco sull'isola dopo un periodo in cui era stata data in adozione.
Tra i due nasce un'improvvisa e contrastata relazione. Dopo essersi giurati eterno amore durante una notte tempestosa in un rifugio di montagna, iniziano a fare i conti con le circostanze e i personaggi avversi che li distanziano fisicamente, senza tuttavia intaccarne il loro reciproco sentimento. Il padre di Hatsue, Terukichi, decide di rinchiudere in casa la figlia in seguito a una maldicenza alimentata dalla figlia dei guardiani del faro e da Yasuo, ricco coetaneo del protagonista, interessato a screditare Shinji per ottenere la mano di lei.
Terukichi, volendo mettere alla prova i due giovani per stabilire chi sia più adatto ad avere in sposa la propria figlia, li imbarca sulla Utajima-maru, nave di proprietà di Terukichi, che dà disposizioni al capitano di osservare il comportamento di entrambi. Shinji ha qualità caratteriali decisamente superiori rispetto al rivale e manifesta anche un enorme coraggio durante una notte di tempesta, portando in salvo l'equipaggio dell'imbarcazione. Questo episodio, unito ai commenti favorevoli del capitano, convincerà il padre della ragazza che tra i due è Shinji colui che merita di più l'amore della figlia. Terukichi acconsente infine al fidanzamento e al loro futuro matrimonio.

## Ambientazione
Per descrivere l'isola sulla quale è ambientato il romanzo Mishima si ispirò all'isola di Kami (Kamishima - 神島) collocata nella baia di Ise e amministrata dalla città di Toba.

## Edizioni italiane

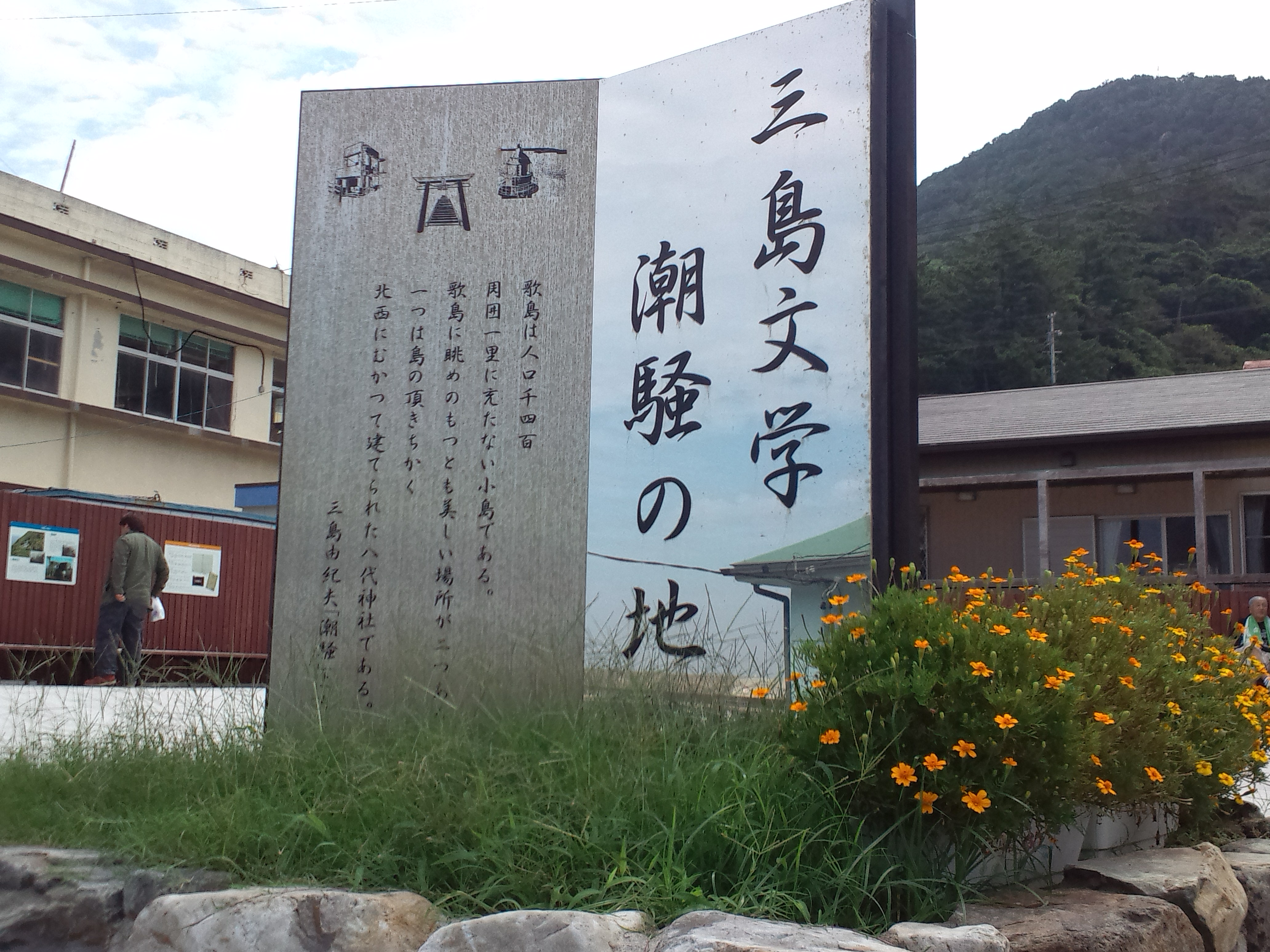
Monumentio dedicato all'opera di Mishima sull'isola di Kami.

- La voce delle onde, trad. dall'inglese di Liliana Frassati Sommavilla [dall'edizione americana di Meredith Weatherby], Collana UEF n.338, Milano, Feltrinelli, ottobre 1961,  p. 177. - Collana i Garzanti, Milano, Garzanti, 1977.

## Adattamenti
Una versione del romanzo sotto forma di film d'animazione fu realizzata in Nord America da Central Park Media.